# Шталаг VIII-A
Шталаг VIII-A — німецький табір для військовополонених часів Другої світової війни, розташований на південь від міста Герліц у Нижній Сілезії, на схід від річки Ниса . Табір знаходився на території сучасного польського міста Згожелець, яке лежить над річкою Ниса-Лужицька .
Спочатку він був створений, як табір Гітлер'югенд (Гітлерюгенд), та був переобладнаний у жовтні 1939 року для розміщення польських в’язнів (як солдатів, так і цивільних). Пізніше в ньому утримувалися до 30 000 військовополонених союзників, включаючи бельгійців, французів, радянських військовополених, британців, канадців, австралійців, новозеландців, південноафриканців, італійців, югославів, словаків та американців до його евакуації в лютому 1945 року. Найвідомішим в'язнем був французький композитор Олів'є Мессіан .

## Історія табору
Спочатку у жовтні 1939 року табір «Гітлерюгенд » було переобладнано для розміщення близько 15 000 польських в’язнів, після німецького наступу у вересні 1939 року . Табір було засновано 26 серпня 1939 року, за кілька днів до нападу Німеччини на Польщу, який став початком Другій світовій війні .  Спочатку це був транзитний табір (Дулаг), розташований на полі площею 18 гектарів уздовж вулиці Любанської. 23 вересня 1939 року він був перейменований на Шталаг VIII–A . У таборі утримувалися польські військовополонені, яких згодом депортували на захід Німеччини або відправляли до сусідніх таборів примусової праці .  Перші 8 тисяч польських військовополонених були доставлені до табору 7 вересня 1939 року  . Він також слугував транзитним табором для польських цивільних осіб, у тому числі жінок, а також активістів та інтелігенції з Сілезії, Великої Польщі та Померанії. Вони були заарештовані під час Intelligenzaktion для депортації до нацистських концтаборів у Німеччині.  Наприкінці грудня 1939 року в'язнів перевели до головного табору в Уязді (тоді офіційно Мойс ), розташованому праворуч від дороги з Герліца до Богатині (тоді офіційно Райхенау ). Погані санітарні умови призводили до частих спалахів епідемій у таборі.  У таборі утримувалося близько 3000 осіб, а 7000 було відправлено до таборів примусової праці в місцевості.  Більшість з понад 10 000 ув'язнених були поляками, серед інших були чехи, литовці, білоруси та євреї .  Це був перший табір для військовополонених у військовому окрузі VIII Бреслау ( Вроцлав ). Табір займав близько 30 га. 
До червня 1940 року більшість поляків було переведено до інших таборів і замінено бельгійськими та французькими військовими, взятими в полон під час битви за Францію . Через відсутність інфраструктури французів і бельгійців у середині 1940-х тримали в наметах.  Свого часу понад 30 000 військовополонених було розміщено в приміщеннях, розрахованих на 15 000 людей.  У 1941 році було створено окремий комплекс для розміщення радянських полонених. Понад 1500 євреїв було депортовано з табору до Любліна в окупованій Німеччиною Польщі в 1941 році, а останні поляки були депортовані з табору в 1942 році  . У 1943 році 2500 солдат Британської Співдружності прибули з боїв в Італії, серед них жителі Британських островів, Канади, Австралії, Нової Зеландії та Південної Африки . Пізніше того ж року з Албанії прибуло понад 6000 італійських солдатів. Загалом 47 328 військовополонених, найбільша кількість в’язнів у Шталагу VIII A була зареєстрована у вересні 1944 року. Чисельно більшість складали французи, за ними йшли радянські військовополені, італійці, бельгійці, британці та югослави .  Наприкінці 1944 року до табору було привезено 37 поляків, які були учасниками Варшавського повстання, і 1500 словаків із Словацького національного повстання .  Наприкінці грудня 1944 року прибуло 1800 американців, захоплених у битві при Балджі . Радянські та італійські військовополонені перебували в найгірших санітарних умовах і були позбавлені медичної допомоги.  Їм тимчасово допомагали французькі парамедики, однак серед них все одно залишався високий рівень смертності.  У квітні 1945 року 217 хворих польських військовополонених було доставлено з Тангерхютте до Шталагу VIII-A. 

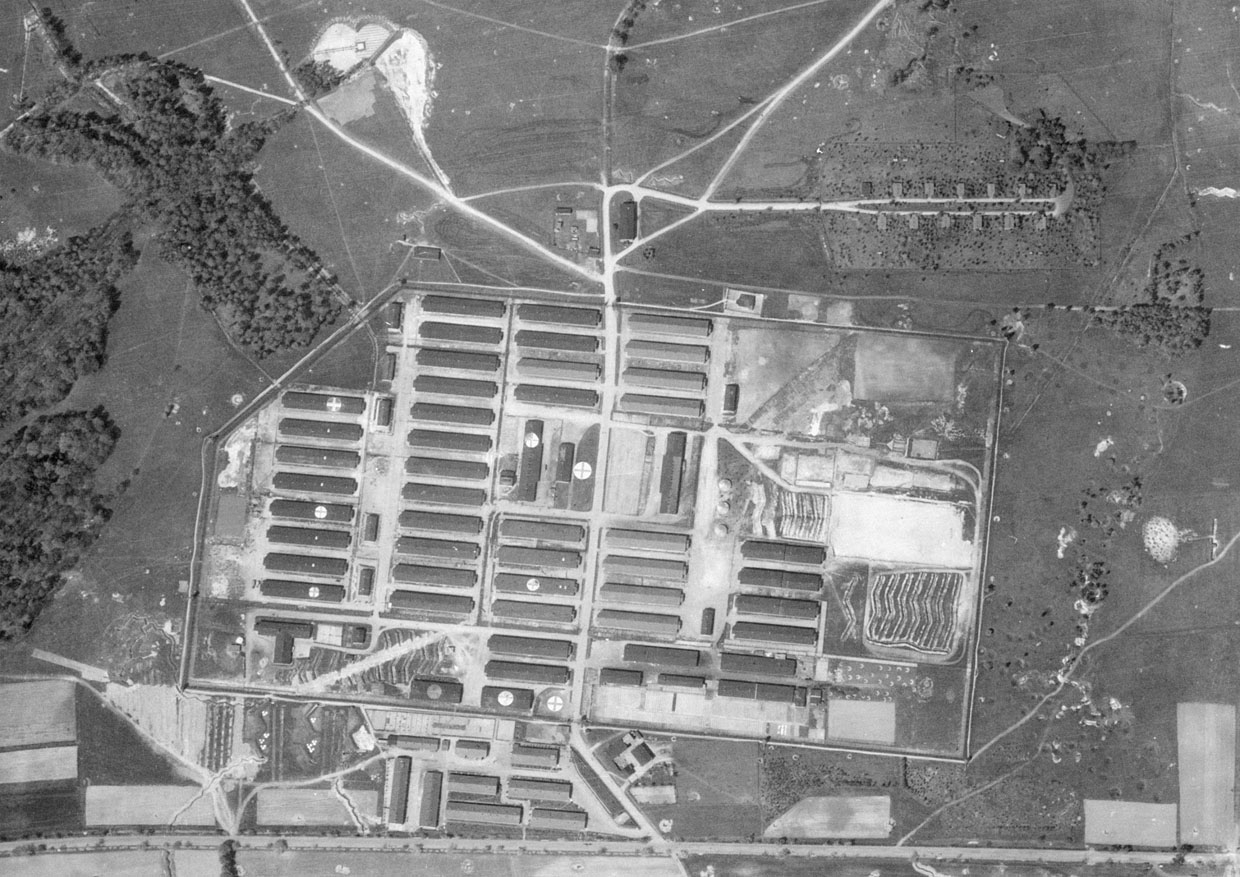
Знімок з висоти пташиного польоту, зроблений армією США під час Другої світової війни

У 1943 році було 976 таборів примусової праці, підпорядкованих Шталагу VIII-A, розташованих у різних місцях по всій Нижній Сілезії . 
14 лютого 1945 року американці та британці були виведені з табору на захід перед радянським наступом на Німеччину.  Процес евакуації здійснювався поступово до травня 1945 року. Евакуація відбувалася пішки, попереду людей їздили всі види транспорту з військовою метою. Великий похід забрав багато життів. Частина полонених була вивезена до Баварії, інша до Тюрінгії, де їх звільнили союзники. Остання евакуація табору відбулася 7 травня 1945 року, коли радянська армія звільнила в'язнів. 
Після війни багато могил західних солдатів було ексгумовано та відправлено назад на батьківщину. У 1948 році міська рада Згожельця вирішила розібрати бараки, щоб використати матеріали для відбудови Варшави та інших польських міст. 
У 1976 році військовополоненими з Франції та Польщі було встановлено меморіал на місці колишньої комендатури. На плиті з пісковику біля меморіалу написано: Stalag VIIIA: Місце, освячене кров’ю і мученицькою смертю військовополонених антигітлерівської коаліції під час Другої світової війни – 22. VII.1976. Французькі ветерани табору організували прикріплення мармурової плити до меморіалу в 1994 році. На плиті написано польською та французькою мовами: «1939 Stalag VIIIA 1945: Через цей табір проходили, в ньому жили і страждали десятки тисяч військовополонених» . 

## Відомі в'язні
Саме у VIII-A 31-річний композитор, медик, французький в’язень Олів’є Мессіен  - закінчив складати Quatuor pour la fin du temps, свій найвідоміший твір камерної музики . За допомогою доброзичливого німецького охоронця ( Карл-Альберт Брюлль ) він придбав папір для рукописів та олівці і зміг подружитися з трьома іншими військовополоненими (скрипалем Жаном ле Булером, кларнетистом Анрі Акокою та віолончелістом Етьєном Паск’є ). Разом вони презентували твір у табірній залі 15 січня 1941 року   .

## Спадщина

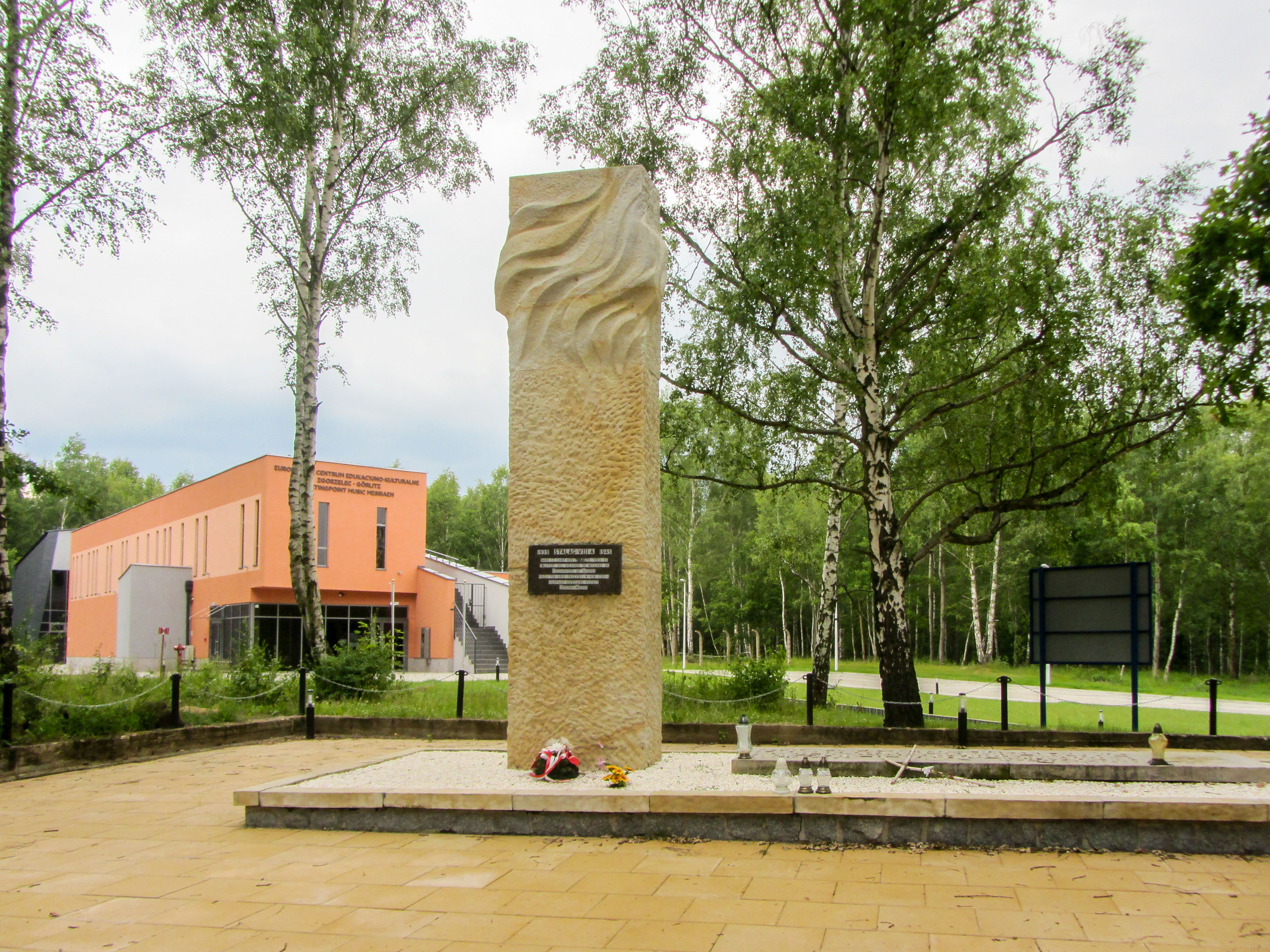
Меморіал жертвам

У 2011 році німецький альтернативний рок- гурт Topictoday присвятив свою пісню «Helden ohne Namen» («Герої без імен») військовополоненим табору, особливо Олів’є Мессіану.    
У 2014 році спільний німецько-польський проект Meeting Point Memory Messiaen e. V., збудував європейський культурний центр поблизу місця колишнього табору військовополонених Stalag VIII-A. Ідея побудови Європейського центру освіти та культури для дітей, молоді, художників, музикантів та всіх людей європейського тринаціонального регіону в цьому важливому для європейської історії місці виникла в грудні 2004 року. Роль центру полягає не лише в тому, щоб бути місцем пам’яті, а й давати простір для розвитку та широкого спектру мистецької діяльності та творчого розвитку.  Карту та детальну історію Stalag VIII-A можна знайти на веб-сайті. 
У вересні 2017 року в центрі відбулася конференція « Шталаг VIIA та європейська пам’ять про військовополонених Другої світової війни» . 

## Дивіться також
- Список таборів для військовополонених у Німеччині

## Подальше читання
- Kriegsgefangenenlager STALAG VIII A in Zgorzelec-Ujazd (Görlitz-Moys). www.gedenkplaetze.info (нім.). Архів оригіналу за 4 червня 2016.
- McMullen, John William (2010). The Miracle of Stalag 8A: Beauty Beyond the Horror: Olivier Messiaen and the Quartet for the End of Time Bird Brain Productions. ISBN 978-0982625521 On Goodreads
- Mason, Walter Wynne. 7 — The Italian Armistice (July–December 1943). II: Transit and Permanent Camps in Germany and Austria. У Kippenberger, Howard Karl (ред.). Official History of New Zealand in the Second World War 1939–45 Prisoners of War. Victoria University of Wellington.
- Rischin, Rebecca (2006). For the End of Time: The Story of the Messiaen Quartet (вид. New). Cornell University Press. ISBN 978-0-8014-7297-8.
- Stalag VIII A – the former international POW camp. Europejskie Centrum Pamięć, Edukacja, Kultura. 11 січня 2013. Includes photos.
- Tattersall, Peter. Excerpts from diary of Captain Peter Tattersall R.A.M.C. Indiana Military Org.

- Stalag 8A Prisoner of War Camp in the Second World War 1939-1945. The Wartime Memories Project.
- Stalag VIIIA. pegasusarchive.org.